# HMS Southdown (L25)
HMS Southdown (L25) là một tàu khu trục hộ tống lớp Hunt Kiểu I của Hải quân Hoàng gia Anh Quốc được hạ thủy và đưa ra phục vụ vào năm 1940. Nó đã hoạt động cho đến hết Chiến tranh Thế giới thứ hai, cho đến khi xuất biên chế năm 1946 và bị bán để tháo dỡ năm 1956.

## Thiết kế và chế tạo
Southdown được đặt hàng cho hãng J. Samuel White tại Isle of Wight trong Chương trình Chế tạo 1939 và được đặt lườn vào ngày 22 tháng 8 năm 1939. Nó được hạ thủy vào ngày 5 tháng 7 năm 1940 và nhập biên chế vào ngày 8 tháng 11 năm 1940. Con tàu được cộng đồng dân cư thị trấn Woking tại Surrey đỡ đầu trong khuôn khổ cuộc vận động gây quỹ Tuần lễ Tàu chiến năm 1942.

## Lịch sử hoạt động
Southdown trải qua phần lớn thời gian trong quãng đời hoạt động phục vụ tại Bắc Hải. Vào tháng 6 năm 1944, nó tham gia lực lượng hải quân hộ tống để hỗ trợ cho cuộc đổ bộ Normandy.
Sau chiến tranh, Southdown phục vụ như một tàu mục tiêu huấn luyện không kích tại Rosyth vào tháng 9 năm 1945, trước khi được đưa về Hạm đội Dự bị tại Portsmouth vào tháng 4 năm 1946. Nó ở lại trong thành phần này cho đến khi bị bán cho hãng Thomas W. Ward để tháo dỡ. Con tàu được kéo đến xưởng tháo dỡ tại Barrow vào ngày 1 tháng 11 năm 1956.